# Amboasary (Alaotra-Mangoro)
Amboasary is een plaats en commune in het oosten van Madagaskar, behorend tot het district Moramanga, dat gelegen is in de regio Alaotra-Mangoro. Tijdens een volkstelling in 2001 telde de plaats 12.044 inwoners.
De plaats biedt naast lager onderwijs ook middelbaar onderwijs aan. 60 % van de bevolking werkt als landbouwer en 10 % verdient zijn brood als visser. Het belangrijkste landbouwproduct is rijst; andere belangrijke producten zijn maniok en taro. Verder is 22% actief in de dienstensector en heeft 8% een baan in de industrie.